# Forsøget
Forsøget er en dansk dokumentarfilm fra 2014, der er instrueret af Louise Detlefsen og Louise Kjeldsen.

## Handling
Tænk hvis lægerne pludselig fandt en mekanisme i menneskets eget immunsystem, der gjorde det muligt at helbrede kræft ved hjælp af folks egne immunceller? Filmen følger læger og patienter i et forsøg med ny banebrydende kræftbehandling, hvor man bruger patienternes egne immunceller til at slå kræften ihjel. Som det første sted i Europa afprøves den nye metode på patienter med modermærkekræft på Herlev Hospital. Gennem et år følges den unge læge og forsker Rikke Andersen, der står i spidsen for forsøget og filmen giver en sjældent indblik i, hvordan forskerteamet afprøver den nye behandling på to kvinder med modermærkekræft. Begge kvinder er i fyrrene og har mand og børn. De er uhelbredeligt syge og har ikke flere behandlingsmuligheder. Ved at deltage i forsøget kan de måske få en sidste chance for at se deres børn vokse op.